# Parascolopsis akatamae
Parascolopsis akatamae är en fisk som beskrevs 2020 av Miyamoto, McMahan och Kaneko. Arten ingår i släktet Parascolopsis inom familjen Nemipteridae. Parascolopsis akatamae har länge förväxlats med Parascolopsis eriomma. Men P. akatamae är mer vida  spridd än P. eriomma, och vanligare åtminstone i Japan och Taiwan.

## Utseende
P. akatamae är en liten fisk med medelstort huvud och vars nos är kortare än ögats diameter. Ögonen är stora, runda och placerade högt upp på huvudet. Munnen är något sned, med förstärkta hörntänder och flera rader av små koniska tänder. Den saknar fjäll på bland annat nosen och läpparna.
Den har rödaktig kropp med blekgula ränder på huvud och sidor, mörkrött sadelmärke vid ryggfenan och svart prick vid bröstfensbasen. Fenorna är gula till röda beroende på storlek. Den har gröna biofluoroserande mönster på kropp, fener och gälar, samt en gul rand över pupillen.

## Namn
Artepitetet akatamae härstammar från det lokala namnet i Japan för typlokalen.